# オーシャンサイド (カリフォルニア州)
オーシャンサイド（英: Oceanside）は、アメリカ合衆国カリフォルニア州のサンディエゴ郡にある都市。人口は17万4068人（2020年）で、郡内ではサンディエゴ、チュラビスタに続いて3番目に多い。サンディエゴ都市圏の北部に位置している。
スペイン領時代はキリスト教の伝道所があった所で、歴史的建築が残る。美しい砂浜海岸と合わせて観光地の性格が強い都市である。
1970年の人口は4万0494人に過ぎなかったが、それ以来は住宅地として開発され人口は急増した。1990年代からは商業地や工業地も開発されて、経済基盤が多様化した。
直ぐ北にはアメリカ海兵隊最大級の軍事基地であるキャンプ・ペンドルトンがある。

## 歴史

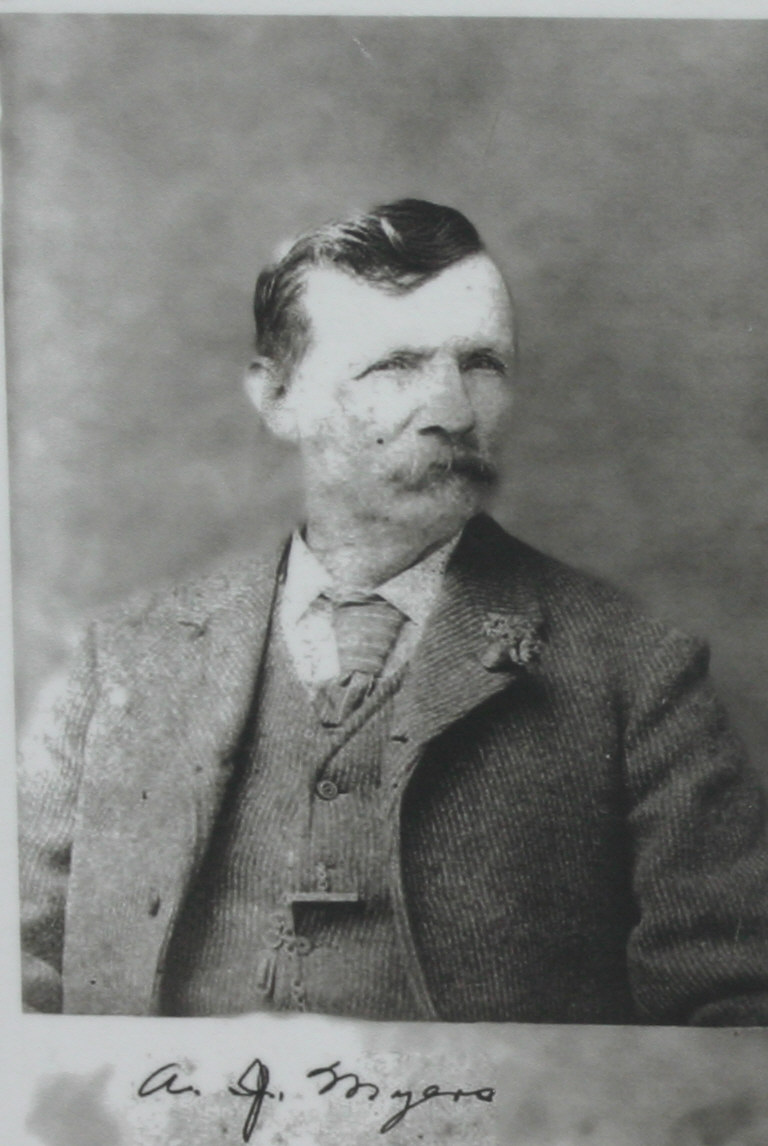
アンドリュー・ジャクソン・マイアーズ、オーシャンサイドの設立者

オーシャンサイドとなった地域に当初住んでいたのはインディアンだったが、1769年に最初のヨーロッパ人探検家が到着した。1798年、フニペロ・セラ牧師の指導するスペイン人宣教師団が、サンルイス・レイ川の岸の元はルイセノ族インディアンの集落があった地にサンルイス・レイ・デ・フランシア伝道所を設立した。1800年代初期、農業や牧畜業が導入されて地域の景観が変わった。この地域はカリフォルニア州全体と同様に、まずスペイン、続いて1821年からメキシコの支配下にあり、1858年からアメリカ合衆国の統治下に入った。
1850年代後半、アンドリュー・ジャクソン・マイアーズがサンホアキン郡に住むようになった。
マイアーズはイリノイ州ラサール郡の出身であり、1880年代に戻ってきて、サンルイス・レイに住んだ。1882年、マイアーズはオーシャンサイドの町が当初作られた土地に移転した。この土地に対する特許は1883年に連邦政府から発行された。1888年7月3日には市制が敷かれた。21世紀初期の市役所はマイアーズの元地所に建っている。
20世紀、オーシャンサイドは全長10kmの海浜での活動が盛んな町だった。1890年代に建設された中心街のような住宅地区、1920年代と1930年代に建設されたサウスオーシャンサイド、および第二次世界大戦後に建設された州間高速道路5号線より東の開発地は、歴史的価値があると考慮されたときに保存され改修されている。1942年に海兵隊のキャンプ・ペンドルトンが設立されて以降、軍人や第二次世界大戦の軍需産業の本拠となり、1950年代は弾薬製造設備があった。1970年以降は郊外開発が始まり、比較的求めやすい住宅価格によって地域に新しく入ってくる人々が選ぶ地となった。

## 地理
オーシャンサイドは北緯33度12分42秒 西経117度19分33秒 / 北緯33.21167度 西経117.32583度に位置する。
アメリカ合衆国国勢調査局に拠れば、市域全面積は107.7 km2であり、このうち陸地は105.1 km2、水域は2.5 km2、水域率は2.36％である

### 気候
オーシャンサイドは亜乾燥気候（ケッペンの気候区分BSh）に属している。
| オーシャンサイドの気候 | オーシャンサイドの気候 | オーシャンサイドの気候 | オーシャンサイドの気候 | オーシャンサイドの気候 | オーシャンサイドの気候 | オーシャンサイドの気候 | オーシャンサイドの気候 | オーシャンサイドの気候 | オーシャンサイドの気候 | オーシャンサイドの気候 | オーシャンサイドの気候 | オーシャンサイドの気候 | オーシャンサイドの気候 |
| 月                     | 1月                    | 2月                    | 3月                    | 4月                    | 5月                    | 6月                    | 7月                    | 8月                    | 9月                    | 10月                   | 11月                   | 12月                   | 年                     |
| ---------------------- | ---------------------- | ---------------------- | ---------------------- | ---------------------- | ---------------------- | ---------------------- | ---------------------- | ---------------------- | ---------------------- | ---------------------- | ---------------------- | ---------------------- | ---------------------- |
| 平均最高気温 °C （°F） | 18 (64)                | 18 (64)                | 18.3 (64.9)            | 19 (66)                | 20.1 (68.1)            | 22 (72)                | 23.3 (73.9)            | 23 (73)                | 21.7 (71.1)            | 20 (68)                | 18.3 (64.9)            | 18 (64)                | 23 (73.4)              |
| 平均最低気温 °C （°F） | 7 (45)                 | 9.4 (48.9)             | 10.6 (51.1)            | 13.3 (55.9)            | 15.6 (60.1)            | 17 (63)                | 18 (64)                | 16 (61)                | 13.3 (55.9)            | 9.4 (48.9)             | 9 (48)                 | 13 (55)                | 12.1 (53.8)            |
| 降水量 mm （inch）     | 61.5 (2.42)            | 56.6 (2.23)            | 53.6 (2.11)            | 23.4 (0.92)            | 5.8 (0.23)             | 2.3 (0.09)             | 0.5 (0.02)             | 3.3 (0.13)             | 7.4 (0.29)             | 10.9 (0.43)            | 23.4 (0.92)            | 34 (1.34)              | 282.7 (11.13)          |
| 出典：                 |                        |                        |                        |                        |                        |                        |                        |                        |                        |                        |                        |                        |                        |

## 人口動態
以下は2000年国勢調査の人口データである。
| 基礎データ - 人口: 16万1029人 - 世帯数: 5万6488世帯 - 家族数: 3万9259家族 - 人口密度: 1531.7/人/km2 - 住居数: 5万9581軒 - 住居密度: 566.7軒/km2 人種別人口構成 - 白人: 53.6% - アフリカン・アメリカン: 6.3% - ネイティブ・アメリカン: 0.4% - アジア人: 5.5% - 太平洋諸島系: 1.2% - その他の人種: 0.1% - 混血: 3.2% - ヒスパニック・ラテン系: 30.2% 年齢別人口構成 - 18歳未満: 27.6% - 18-24歳: 10.2% - 25-44歳: 31.0% - 45-64歳: 17.6% - 65歳以上: 13.6% - 年齢の中央値: 33歳 - 性比（女性100人あたり男性の人口） - 総人口: 98.0 - 18歳以上: 96.1 | 世帯と家族（対世帯数） - 18歳未満の子供がいる: 35.0% - 結婚・同居している夫婦: 54.1% - 未婚・離婚・死別女性が世帯主: 11.0% - 非家族世帯: 30.5% - 単身世帯: 22.7% - 65歳以上の老人1人暮らし: 10.2% - 平均構成人数 - 世帯: 2.83人 - 家族: 3.33人 収入と家計 - 収入の中央値 - 世帯: 4万6301 米ドル - 家族: 5万2232米ドル - 性別 - 男性: 3万4772米ドル - 女性: 2万7962米ドル - 人口1人あたり収入: 2万329米ドル - 貧困線以下 - 対人口: 11.6% - 対家族数: 8.2% - 18歳未満: 16.2% - 65歳以上: 5.7% |

オーシャンサイドの住民の大半は中流階級であり、庶民的な都市である。オーシャンサイド高校周辺とサンディエゴ高校周辺地区はアメリカ本土で最初のサモア人地域社会ができた。

## 政治

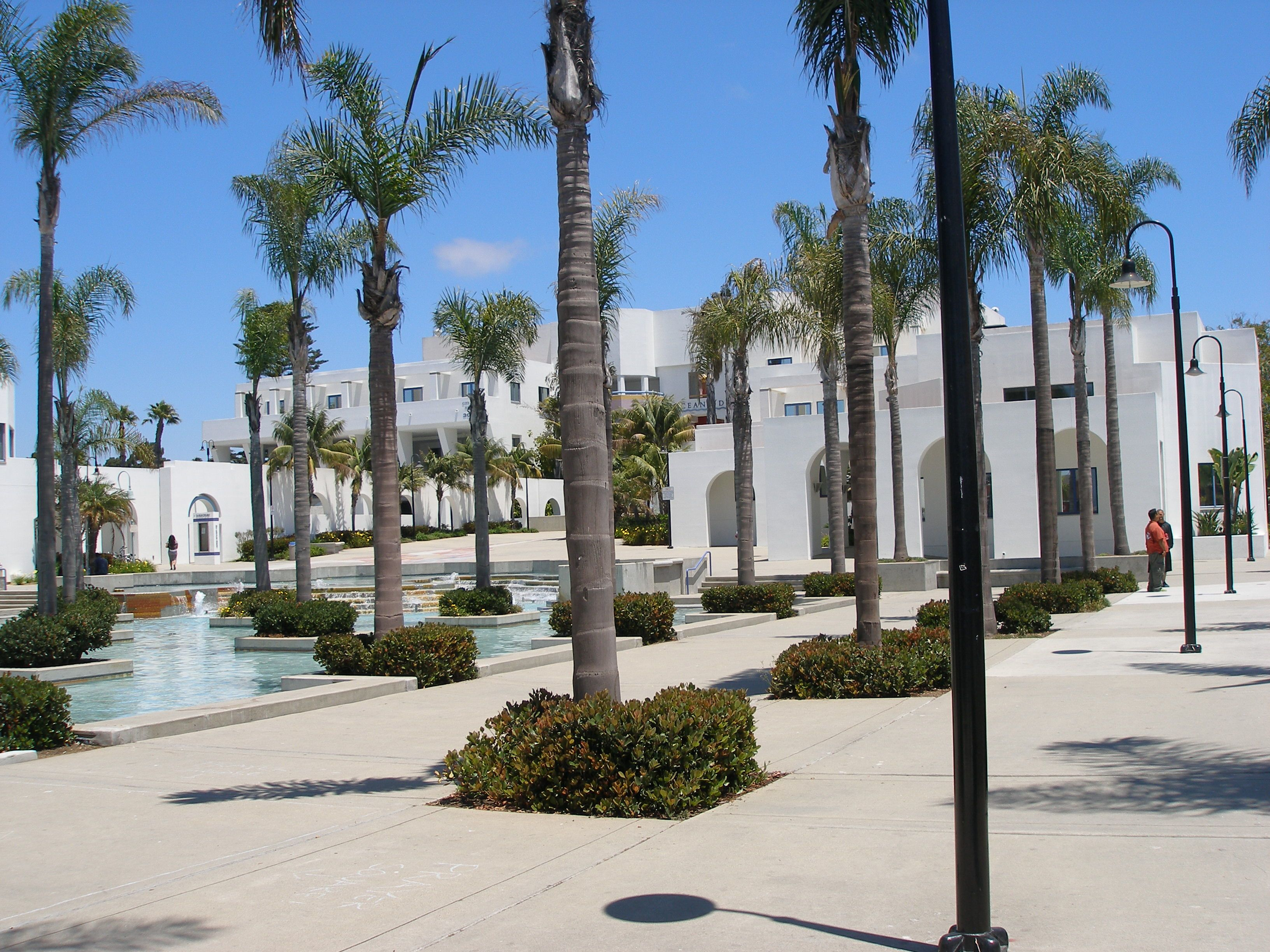
シビックセンター

### 市政府
オーシャンサイド市の最近の包括的年間財務報告書に拠れば、市の歳入は2億9520万ドル、歳出は2億5280万ドル、総資産9億6280万ドル、総負債1億9530万ドル、現金と投資額2億2370万ドルである。

### 州と連邦政府
カリフォルニア州議会上院では第38選挙区に属する。
また下院では第73および第74選挙区に属する。
連邦議会下院では州第49選挙区に属している。
クック投票動向指数では共和党+10である。
2008年時点では全て共和党議員が代表を務めている。

### 教育
オーシャンサイド住人の子弟はその居住する地域によって、オーシャンサイド、ビスタ、ボンサルあるいはカールスバッド各統合教育学区の学校に入学できる。
オーシャンサイド統合教育学区では4年生から12年生に音楽学期の授業があり、またキャンプ・ペンデルトンの住人や特別の必要性のある生徒を除いて、幼稚園生から5年生まで無料通学手段を提供している。
オーシャンサイド統合教育学区には、ランチョ・オル・デロ近くのエル・カミノ高校とミッション・アベニュー近くのオーシャンサイド高校という普通科高校が2校ある。
オーシャンショアーズ補修高校やクレア・バーゲナー・アカデミーにも入学できる。
学区内には24の学校と3のチャーター・スクールがあり、実業工業学校や、2007年秋に開校したばかりのルイーズ・フォーセット小学校とシーザー・E・シャベス中学校も含まれている。
フラジー通りとオレアンダー通りの角にできたシーザー・E・シャベス中学校は、敷地5万6000m2、校舎11棟の延べ床面積は7800m2、6年生から8年生の生徒数1000人となる予定である。
パラ道路に位置するルイーズ・フォーセット小学校は敷地5万400m2、教室34室の延べ床面積は5060m2、生徒数800人となる予定である。

## 経済
オーシャンサイド市内に本社を置く企業としてはジェニカ・コーポレーション、バーゲンソンズ・プロパティ・サービシーズ、ラーニング・フォーラム・インターナショナルおよびインターナショナル・ステム・セル・コーポレーションがある。
オーシャンサイドの年間財務報告書2008年版によれば、市内の大きな雇用主トップ10は以下の通りである。
| 順位 | 雇用主                                 | 従業員数 |
| ---- | -------------------------------------- | -------- |
| 1    | トリシティ・メディカル                 | 2,850    |
| 2    | オーシャンサイド統合教育学区           | 2,300    |
| 3    | オーシャンサイド市                     | 1,191    |
| 4    | ミラコスタ・カレッジ                   | 801      |
| 5    | ジェネンテック                         | 593      |
| 6    | ノースカウンティ交通地区               | 578      |
| 7    | オーシャンズ・イレブン・カジノ         | 438      |
| 8    | レジストリー・ネットワーク             | 418      |
| 9    | ハイドロノーティックス                 | 397      |
| 10   | シャープ・ミッションパーク・メディカル | 236      |

## 交通
オーシャンサイド駅は鉄道交通の要衝である

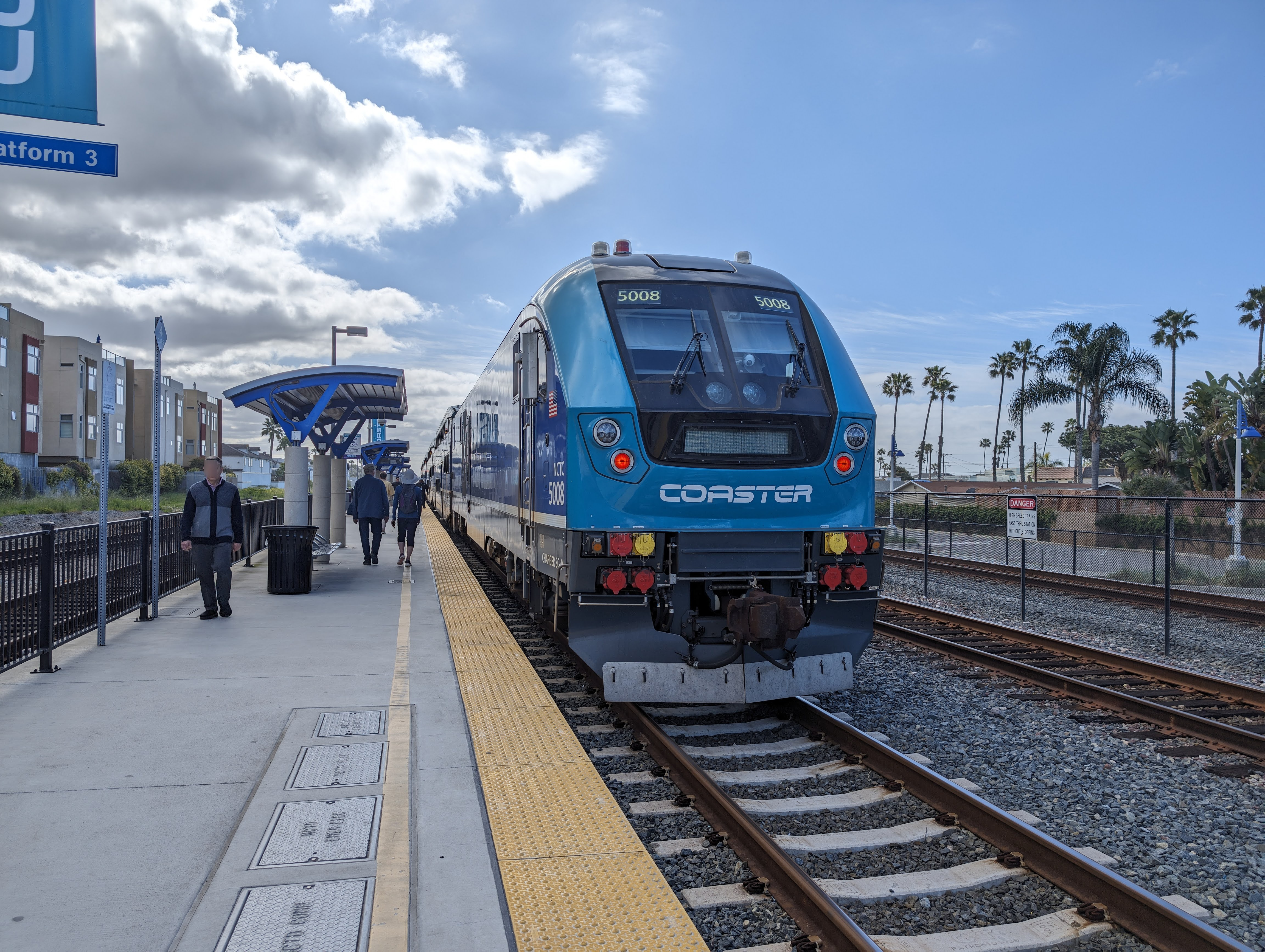
オーシャンサイド駅

- パシフィック・サーフライナー：アムトラックの長距離列車
- コースター：サンディエゴと連絡する通勤列車
- スプリンター（Sprinter）：オーシャンサイドから内陸部に延びるライトレール
- メトロリンク：ロサンゼルス郡を拠点とする都市鉄道だがオーシャンサイドまで乗り入れている。

## 宗教
オーシャンサイド市は、北にベネディクト会修道院、西にバラ十字会、東にフランシスコ会のサンルイス・レイ・デ・フランシア伝道所があり、その三角形の中心にあるという特徴がある。

## 見どころ

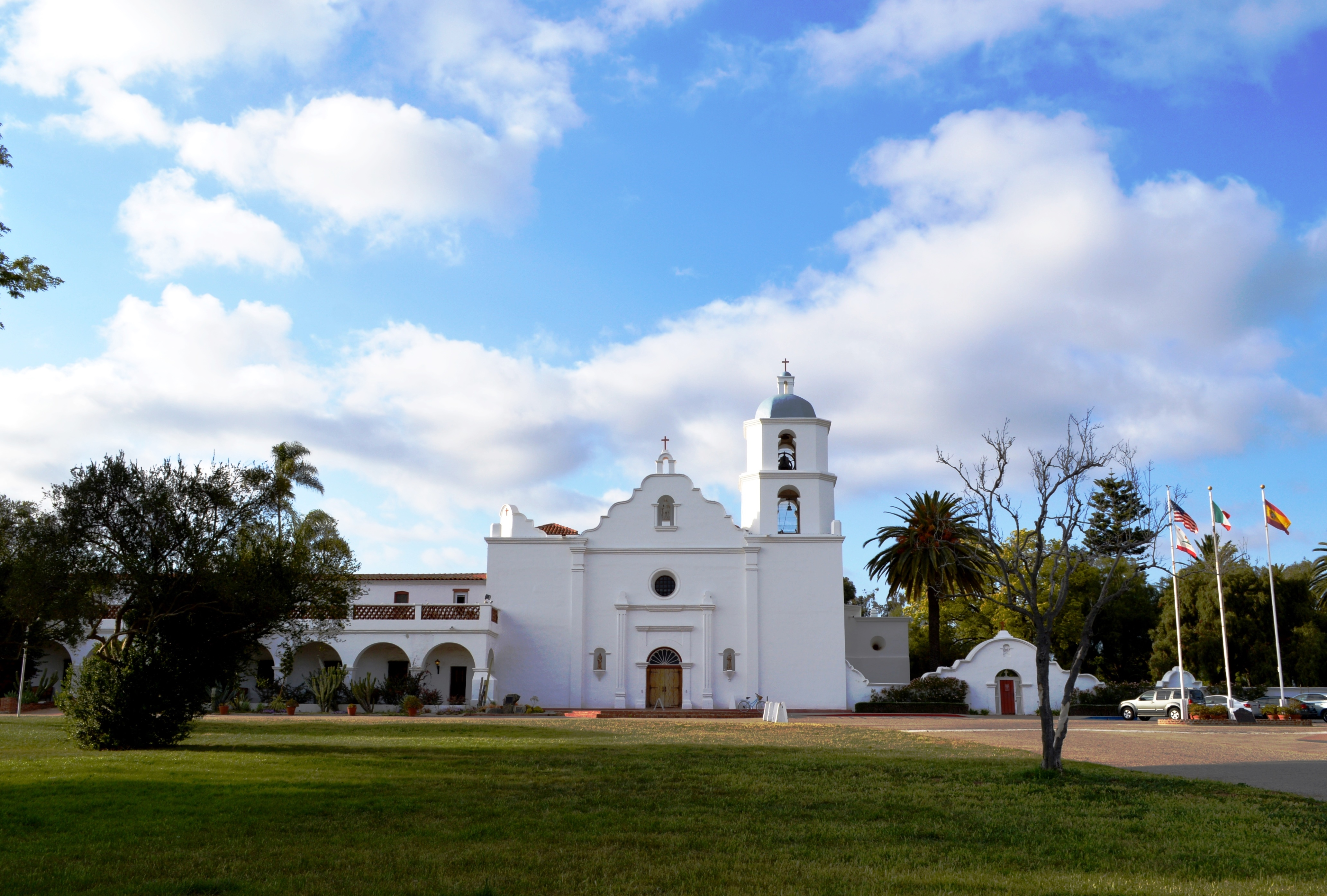
サンルイス・レイ・デ・フランシア伝道所

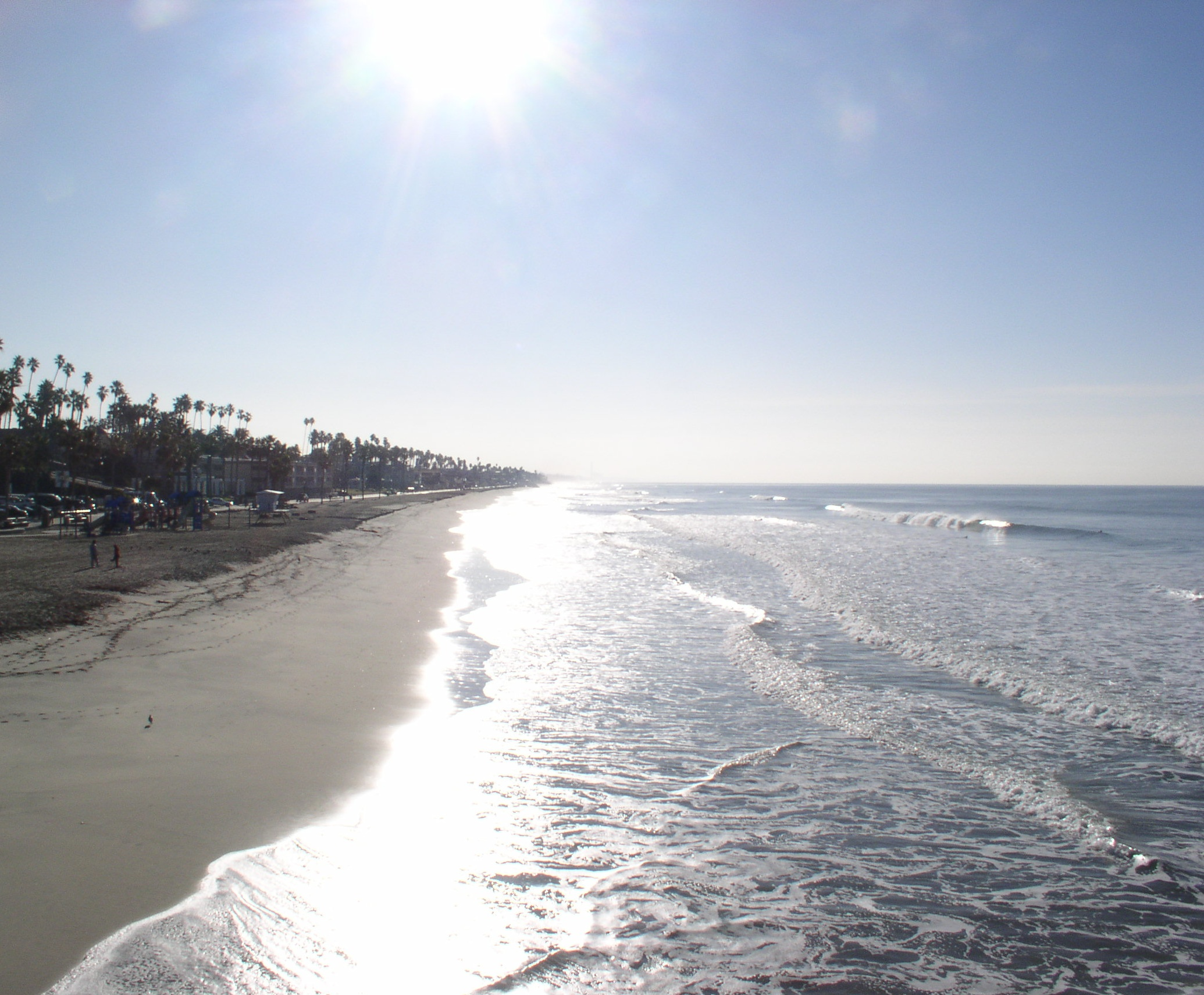
オーシャンサイド桟橋から南を望む

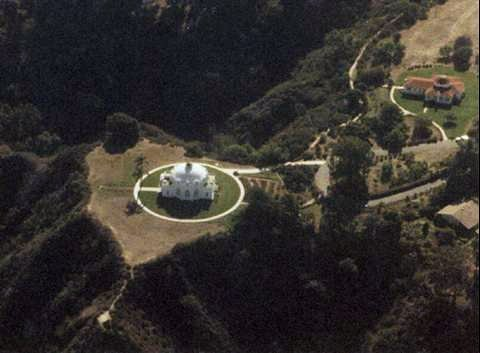
「ザ・エクレシア」

- サンルイス・レイ・デ・フランシア伝道所、カリフォルニア・ミッションの一つで、1798年に設立された。
- オーシャンサイド桟橋、最初に造られたのは1888年で現在は6代目、長さ596mでアメリカ西海岸では最長の木製桟橋。
- エクレシア山、1911年からバラ十字会と呼ばれる宗教組織の国際本部があり、メサの岬部には「ザ・エクレシア」と呼ばれる精神治療寺院がある。
- 映画『トップガン』に使われたバンガロー、海岸線に沿った住宅地区であるオーシャンサイド・ストランドから通り1本隔てたサウスパシフィック通りにある。マルキン・リゾートが建設されるとコーヒーハウスになる予定である。
- 1997年6月、サンディエゴとオーシャンサイドで開催されたエックスゲームズには記録的な22万1000人のファンが集まった。

サーフィン競技会はオーシャンサイド・ハーバービーチで開催された。
- カリフォルニア・サーフィン博物館、オーシャンサイド中心街にある。
- 毎年開催される死者の日の祭は11月1日に近い週末に開催されている。

遊園地の乗り物や屋台が出て、ミュージシャンの演奏がある。
- 通常9月の第2週末にオーシャンサイド・ハーバーデイズ祭が開催される。

屋台が出て、地元の芸人が技を披露する。
- 南カリフォルニア・ビーチサッカー選手権、世界で2番目に大きなビーチサッカーの祭、通常は5月半ばにオーシャンサイド・ハーバービーチで開催される。
- 映画『チアーズ!』の決勝戦のシーンはフロリダ州デイトナビーチではなく、オーシャンサイド桟橋前の海浜で撮影された。
- 1990年代後半、マイナーリーグのウェスタン・ベースボール・リーグの本拠地だった。

球場のミラコスタ・カレッジ球場が運営を止め、球場の標準を満たしてもいなかった。
現在はセミプロのカレッジチーム、ノースカウンティ・ウェーブズが使っている。
- オーシャンサイドのパパガロー道路近くの丘陵は「眠るインディアン」と呼ばれ、横たわる人の形をしていると言われている。
- テレビアニメ『ロケット・パワー』の舞台はオーシャンサイドが基になっている。

## 著名な出身者と住人
- ボビ・デポーター - 教育者、国際的に称賛されたスーパーキャンプ・プログラムの創設者、クロンタム・ラーニング・ネットワークの会長[9]
- ビル・ゴールドバーグ - 元プロレスラー、アメリカンフットボール選手、俳優
- フランク・ラッシー、ウィスコンシン州の政治家
- ディック・ライアン - 元海軍准将、Navy SEALs（元「スカウツ・アンド・レイダーズ」と呼ばれた）最初の10人の1人、将軍になった最初の海軍特殊戦部隊士官、1990年代にオーシャンサイド市長を務めた
- バーバラ・マンドレル - カントリー歌手、元ミス・オーシャンサイド[10]、1967年オーシャンサイド高校卒[11]
- デニス・リチャーズ - 女優、映画スターシップ・トゥルーパーズ、ワイルドシングスおよび ジェームズ・ボンドシリーズの007 ワールド・イズ・ノット・イナフに出演、1989年エルカミノ高校卒[12]
- クリス・タイル - トリオのニッケル・クリークでマンドリン奏者、オーシャンサイド生まれ
- フランシス・フレンチ、著作家、宇宙史学者
- トマス・ケラー、シェフ、レストラン経営者、ミシュランスターの受賞者
- ビクター・ビラセニョール、メキシコ系アメリカ人作家
- ジョーダン・パンディク、ポップパンク・バンドのニュー・ファウンド・グローリーでリードボーカル
- クリストファー・ロイド、俳優
- ブランドン・ヴェラ、総合格闘家

### メジャーリーグベースボール選手
- ヒース・ベル、サンディエゴ・パドレスの投手
- サド・ボスレー、ロサンゼルス・エンゼルス、シカゴ・ホワイトソックス、ミルウォーキー・ブルワーズ、シアトル・マリナーズ、シカゴ・カブス、カンザスシティ・ロイヤルズおよびテキサス・レンジャーズ
- トレバー・ケーヒル、オークランド・アスレチックスの投手
- クリス・チャンブリス、1971年から1988年までクリーブランド・インディアンス、ニューヨーク・ヤンキースおよびアトランタ・ブレーブスでプレイ、1967年オーシャンサイド高校卒

### NFL選手
- ウィリー・ジェイムズ・ブキャノン、グリーンベイ・パッカーズとサンディエゴ・チャージャーズでプレイ、1968年オーシャンサイド高校卒
- ジョー・サラベア、ワシントン・レッドスキンズでプレイ
- ジュニア・セイオー[13] - NFLのサンディエゴ・チャージャーズ、マイアミ・ドルフィンズ、ニューイングランド・ペイトリオッツでプレーした。オーシャンサイド高校卒、フットボール、バスケットボールおよび陸上競技で表彰を受けた
- ケン・スティルズ、グリーンベイ・パッカーズとミネソタ・バイキングスでプレイ[14]
- トゥーサン・タイラー、ニューオーリンズ・セインツで2シーズンプレイ[15]

## オーシャンサイドで撮影された映画
- 『チアーズ!』
- 『トップガン』
- 『隣のヒットマンズ 全弾発射』
- 『ヴェロニカ・マーズ』
- 『ハートブレイク・リッジ 勝利の戦場』
- 『007 ダイヤモンドは永遠に』
- 『アタック・オブ・ザ・キラー・トマト』
- 『メンタリスト』
- Captain America 1990
- To Save a Life

## 姉妹都市
- メキシコ、エンセナーダ
- 日本千葉県木更津市
- 日本静岡県富士市
- サモア、アーナ